# Sombrero, Anguilla
Sombrero är en obebodd ö i Anguilla. Den ligger nordväst om huvudön Anguilla, 60 kilometer nordväst om huvudstaden The Valley. Arean är 0,38 kvadratkilometer.
Terrängen på Sombrero är mycket platt. Öns högsta punkt är 14 meter över havet. Den sträcker sig 1,7 kilometer i nord-sydlig riktning, och 0,9 kilometer i öst-västlig riktning.